# Brad Ference
Bradley W. „Brad“ Ference (* 2. April 1979 in Calgary, Alberta) ist ein ehemaliger kanadischer Eishockeyspieler, der im Verlauf seiner aktiven Karriere zwischen 1996 und 2008 unter anderem 250 Spiele für die Florida Panthers, Phoenix Coyotes und Calgary Flames in der National Hockey League (NHL) auf der Position des Verteidigers bestritten hat. Einen Großteil seiner aktiven Laufbahn verbrachte Ference, der im Jahr 1999 die Silbermedaille bei der U20-Junioren-Weltmeisterschaft gewann, zudem in der American Hockey League (AHL), wo er für fünf verschiedene Franchises 285 weitere Partien absolvierte.

## Karriere

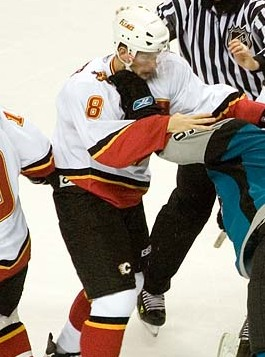
Ference im Trikot der Calgary Flames

Ference spielte bis in die Saison 1995/96 hinein in den unterklassigen Juniorenligen seiner Geburtsstadt Calgary. Im Verlauf der Spielzeit verließ der Verteidiger die Olympiastadt von 1988 und wechselte jenseits der kanadischen Landesgrenze zu den Spokane Chiefs in die Vereinigten Staaten. Das Team nahm am Spielbetrieb der kanadischen Juniorenliga Western Hockey League (WHL) teil. Am Ende seiner ersten kompletten Saison in der Liga war Ference in das All-Rookie Team der gesamten Canadian Hockey League (CHL) gewählt. Seine Qualitäten in der Offensive sowie seine harte Spielweise führten schließlich dazu, dass er im NHL Entry Draft 1997 bereits an zehnter Gesamtposition von den Vancouver Canucks aus der National Hockey League (NHL) ausgewählt wurde. Der Kanadier blieb noch eineinhalb weitere Spielzeiten in Spokane und nahm dadurch im Jahr 1998 am Memorial Cup teil, den die Chiefs in dieser Saison als Gastgeber ausrichteten. Er selbst fand sich am Ende des prestigeträchtigen Turniers im All-Star Team wieder. Im Verlauf seiner letzten Saison im Juniorenbereich wechselte Ference via Transfer Ende Januar 1999 innerhalb der Liga zu den ambitionierten Tri-City Americans, mit denen er bis ins Finale der West Division vorstieß. Der Gewinn der Meisterschaft blieb ihm aber versagt.
Zur Saison 1999/2000 wechselte der Kanadier schließlich im Alter von 20 Jahren in den Profibereich. Allerdings nicht zu den Vancouver Canucks, sondern in die Organisation der Florida Panthers. Diese waren am Anfang des Kalenderjahres 1999 ein umfangreiches Transfergeschäft mit den Canucks eingegangen, dass insgesamt sieben Spieler und zwei Draft-Wahlrechte umfasste. Neben Ference wechselten auch Pawel Bure, Bret Hedican und ein Drittrunden-Wahlrecht im NHL Entry Draft 2000 in den Südosten der USA, während Ed Jovanovski, Dave Gagner, Mike Brown, Kevin Weekes sowie ein Erstrunden-Wahlrecht desselben Drafts an die kanadische Westküste gingen. Im Franchise der Panthers pendelte der Abwehrspieler in seinen ersten beiden Jahren bei den Profis zwischen dem NHL-Kader Floridas sowie dem des Farmteams Louisville Panthers in der American Hockey League (AHL). Erst zur Spielzeit 2001/02 gelang es Ference, sich im NHL-Aufgebot als Stammspieler zu etablieren. Im Verlauf des Spieljahres 2002/03 wurde er jedoch zu den Phoenix Coyotes transferiert, die dafür Darcy Hordichuk und ein Zweitrunden-Wahlrecht im NHL Entry Draft 2003 abgaben. Für Phoenix spielte der Defensivakteur zunächst bis zum Frühjahr 2004.
Durch den Ausfall der NHL-Saison 2004/05 aufgrund des Lockouts schloss sich Ference im Oktober 2004 dem HC Morzine-Avoriaz aus der französischen Ligue Magnus an und absolvierte dort für den Aufsteiger insgesamt 17 Spiele, in denen er zwölf Scorerpunkte sammelte. Zur Saison 2005/06 kehrte er – weiterhin bei den Phoenix Coyotes unter Vertrag stehend – nach Nordamerika zurück. In der Folge des Lockouts waren die Qualitäten des raubeinigen Verteidigers mit den Zügen eines Enforcers aber nicht mehr so gefragt wie noch zuvor. Somit stand er lediglich für Phoenix’ Kooperationspartner, die San Antonio Rampage, in der AHL auf dem Eis. Dennoch war er den New Jersey Devils im November 2005 gleich drei Spieler – nämlich Pascal Rhéaume, Ray Schultz und Steven Spencer – wert, als sie ihn durch einen Transfer verpflichteten. Sie setzten ihn aber ebenso ausschließlich in der AHL bei ihrem Farmteam Albany River Rats ein.
Seinen auslaufenden Vertrag verlängerten die Devils am Saisonende jedoch nicht, sodass er im Sommer 2006 als Free Agent für ein Jahr in die Organisation der Calgary Flames wechselte. Dort bestritt er im Verlauf der Saison 2006/07 seine fünf letzten von insgesamt 250 NHL-Spielen. Den Großteil der Spielzeit verbrachte er weiterhin in der AHL beim Farmteam Omaha Ak-Sar-Ben Knights. In der AHL verbrachte er in der Saison 2007/08 auch seine letzte Spielzeit bei den Profis, nachdem abermals als Free Agent gewechselt war. Sein neuer Arbeitgeber Detroit Red Wings setzte in ausschließlich bei den Grand Rapids Griffins ein. Im Sommer 2008 beendete Ference im Alter von 29 Jahren seine aktive Karriere.

### International
Auf internationaler Bühne nahm Ference im Juniorenbereich mit der kanadischen U20-Nationalmannschaft in den Jahren 1998 und 1999 an der U20-Junioren-Weltmeisterschaft. Dabei gewann er im Jahr 1999 mit der Mannschaft die Silbermedaille. In insgesamt 14 WM-Einsätzen bereitete der Verteidiger drei Tore vor. Mit der A-Nationalmannschaft bestritt er die Weltmeisterschaft 2002 in Schweden, die die Kanadier auf dem sechsten Rang abschlossen. Er selbst absolvierte dabei sechs Turnierspiele, in denen er punktlos blieb.

## Erfolge und Auszeichnungen
- 1997 CHL All-Rookie Team
- 1998 Memorial Cup All-Star Team
- 1999 Silbermedaille bei der U20-Junioren-Weltmeisterschaft

## Karrierestatistik

### International
Vertrat Kanada bei:
- U20-Junioren-Weltmeisterschaft 1998
- U20-Junioren-Weltmeisterschaft 1999
- Weltmeisterschaft 2002

(Legende zur Spielerstatistik: Sp oder GP = absolvierte Spiele; T oder G = erzielte Tore; V oder A = erzielte Assists; Pkt oder Pts = erzielte Scorerpunkte; SM oder PIM = erhaltene Strafminuten; +/− = Plus/Minus-Bilanz; PP = erzielte Überzahltore; SH = erzielte Unterzahltore; GW = erzielte Siegtore; 1 Play-downs/Relegation; Kursiv: Statistik nicht vollständig)